# Supercoppa d'Israele 2022
La Supercoppa d'Israele 2022 è stata la 32ª edizione della competizione calcistica israeliana, che si è disputata il 16 luglio 2021 allo Stadio Sammy Ofer di Haifa e ha visto sfidarsi il Maccabi Haifa, vincitore del campionato nazionale, e l'Hapoel Be'er Sheva, vincitore della Coppa di Israele. L'Hapoel Beer Sheva ha conquistato il trofeo per la quarta volta nella sua storia.

## Le squadre
| Squadre            | Qualificazione                          | Partecipazioni precedenti (il grassetto indica la vittoria) |
| ------------------ | --------------------------------------- | ----------------------------------------------------------- |
| Maccabi Haifa      | Vincitrice della Ligat ha'Al 2021-2022  | 6 (1962, 1984, 1985, 1989, 2016, 2021)                      |
| Hapoel Be'er Sheva | Vincitore della Gvia HaMedina 2021-2022 | 6 (1975, 1976, 2016, 2017, 2018, 2020)                      |

## Tabellino
| Arbitro: | Reinshreiber |

|                                     |                      |                                 |
| Atzili 1’                           | Marcatori            | 70’ Ansah                       |
| Chery Abu Fani Atzili David Pierrot | Tiri di rigore 3 – 4 | Madmon Lopes Yosefi Dadia Hemed |